# Chapter Two: A Touch of Evil
"Chapter Two: A Touch of Evil" é o segundo episódio da primeira temporada da série da The CW, Riverdale. Foi escrito por Roberto Aguirre-Sacasa e dirigido por Lee Toland Krieger, estreou em 2 de fevereiro de 2017.
Quando novos detalhes da morte de Jason começam a surgir, Archie implora à Srta. Grundy para relatar o que ouviram no rio Sweetwater. Betty faz um esforço para emendar sua amizade com Archie, mas assume uma posição diferente com Veronica, que está tentando compensar suas ações. Com rumores sobre a morte de seu irmão, Cheryl lida com a pressão, enquanto as tensões desaparecem quando Jughead se depara com um segredo que Archie esperava manter escondido. Finalmente, os planos para a reunião anual de outono são realizados com o desempenho das Josie and the Pussycats e uma apresentação especial da prefeita McCoy.

## Sinopse
Após a descoberta do corpo de Jason, Riverdale está cheio de rumores sobre quem poderia tê-lo matado. Archie, em particular, sente-se tenso, convencido de que deve ir à polícia, mas também quer respeitar os desejos da Sra. Grundy, que permanece firme que eles devem permanecer em silêncio sobre o que ouviram para evitar expor seu relacionamento. Enquanto isso, sua amizade com Betty está em um estado precário, já que ela ainda está chateada com o que aconteceu na festa de Cheryl, embora ela tente desesperadamente reprimi-lo.
Veronica, ansiosa para salvar sua amizade com Betty, aparece na escola com presentes conciliatórios: um buquê de rosas amarelas (simbolizando a amizade), cupcakes enviados de Nova York e uma data para dois em um spa. Para surpresa de Kevin, Betty aceita seu pedido de desculpas, mas não parece convencida de que sua bondade durará muito. Weatherbee anuncia que a morte de Jason está sendo oficialmente tratada como homicídio, e coopera com o xerife Keller, que dirige a investigação. Os estudantes especulam descontroladamente sobre possíveis suspeitos; Reggie declara em voz alta sua crença de que Jughead poderia ser o culpado, e os companheiros de Cheryl perguntam a ele sobre as inconsistências em sua história do que aconteceu em 4 de julho. Jughead lembra Archie que eles deveriam fazer uma viagem em 4 de julho, mas Archie cancelou no último minuto.
A turma se reúne no almoço para ouvir Archie tocar uma de suas músicas. Betty e Veronica lutam contra as Vixens na prática, e Betty se oferece maliciosamente para sair com Cheryl por vingança. Cheryl vai à casa de Betty depois da escola e parece se desculpar, desculpando-se por como ela trata Betty. No entanto, quando a conversa é dirigida à irmã de Betty, suas verdadeiras intenções vêm à tona: ela está à procura de informações sobre Polly, que acredita ter matado Jason. Betty diz a ela para sair de casa.
As suspeitas de Jughead são despertadas quando ele vê Archie e a Sra. Grundy se abraçando na escola. Quando confrontado por Archie, ele revela que eles estavam no rio Sweetwater juntos no dia 4 de julho e ouviram um tiro. Jughead pede que ele vá à polícia e critica o comportamento da Sra. Grundy, com a certeza de que ela só está preocupada em se proteger. Archie finalmente decide compartilhar o que sabe e se reconcilia com Jughead. Depois de uma performance de Josie and the Pussycats e as Vixens, Cheryl começa a chorar pelas memórias de Jason. Veronica vai consolá-la enquanto ela chora no camarim. Cheryl confessa em lágrimas que Jason deveria retornar.
A visão de compaixão de Veronica por Cheryl leva Betty a fazer as pazes com ela, e elas vão até a Chock'lit Shoppe de Pop para alguns smoothies. Ambos prometem não permitir que os garotos fiquem entre elas novamente, e elas se juntam aos recém-reconciliados Archie e Jughead. Na manhã seguinte, Archie vai ao escritório do diretor para dar informações à polícia, mas eles estão ocupados com outros assuntos, depois de completar a autópsia no corpo de Jason. Os resultados os levaram a Cheryl Blossom, que está sentada na sala de aula com seus colegas de classe. Ela se levanta e declara que é culpada.

## Audiência
O episódio foi assistido por 1,15 milhão de espectadores, recebendo 0,4 milhão entre os espectadores entre 18 e 49 anos.